# Katie McGrath
Katherine Elizabeth McGrath (Ashford, 1983) is een Iers actrice. Ze is vooral bekend voor haar rol als Morgana in de televisieserie Merlin en Lena Luthor (de vriendin van Kara Danvers) in Supergirl.